# Isegoria
Isegoria (do grego: ἰσηγορία) é um conceito oriundo da  democracia grega. Consiste no princípio de igualdade do direito de manifestação  na eclesia, a assembleia dos cidadãos, onde se discutiam os assuntos da pólis. A todos os participantes era dado o mesmo tempo para falar sem ser interrompido.  
Segundo Laura Maia, no seu célebre Dictionaire Grec Français, o termo isegoria está relacionado à liberdade de falar, quando ela é igual para todos. Em outras palavras, existe isegoria onde todos têm a mesma liberdade para pronunciar-se.